# 前田利満
前田 利満（まえだ としみつ、1905年（明治38年）1月24日 - 没年不詳）は、明治から昭和期の実業家、華族（子爵）。

## 経歴
大聖寺前田家継嗣・前田利彭の子として生まれる。1920年8月30日、祖父・利鬯の跡を継ぎ子爵を襲爵した。
学習院中等科を卒業後渡米し、ニューハンプシャー州エクセターのエクセター高等学校 (en) 、ダートマス大学を卒業した。1928年3月、一旦帰国するが同年6月メキシコへ渡り実業に従事した。
1933年3月5日、隠居して家督を養弟・利弘に譲った。その後の動向は不明である。